# Gastroenterite eosinofílica
Gastroenterite Eosinofílica (GE) é uma condição rara e heterogênea caracterizada por uma infiltração eosinifílica remendada ou difusa no tecido gastro-intestinal, primeiramente descrita por Kaijser em 1937. A apresentação pode variar dependendo do local e também da profundidade e extensão do envolvimento da parede intestinal. Pode ser classificada em mucosal, muscular e serosal baseado na profundidade de envolvimento. Qualquer parte da área gastro-intestinal pode ser afetada, e envolvimento de área biliar também já foi visto. O estômago é comummente o órgão afetado, seguido pelo intestino delgado e o cólon.

## Patofisiologia
Eosinofilia de sangue periférico e soro IgE elevado são habituais mas não universais. O dano para a parede de área gastro-intestinal é causado pela infiltração eosinofílica e degranulação.  
Como uma parte do mecanismo de defesa do anfitrião, o eosinófilo está normalmente presente na mucosa gastro-intestinal, entretanto achar um tecido mais fundo quase sempre é patológico. O que gatilha tal infiltração densa na GE não está clara. É possível que mecanismos patogenéticos diferentes da doença sejam envolvidos em vários subgrupos de pacientes. Alergia à comida e variável resposta de IgE para substâncias de comida foi observada em algumas pacientes. Muitos pacientes têm história de outras condições como eczema, asma, etc.  
O recrutamento de eosinófilos no tecido inflamatório é um processo complexo, regulado por várias citocinas inflamatórias. 

## Sintomas
A gastroenterite eosinofílica tipicamente apresenta uma combinação de sintomas crônicos não-específicos gastro-intestinais que incluem dor abdominal, náusea, vômito, diarreia, perda de peso e distensão abdominal. Aproximadamente 80% têm sintomas para vários anos; um grau alto de suspeita clínica é exigido frequentemente para estabelecer a diagnose, pois a doença é extremamente rara. Ocasionalmente, a doença pode se manifestar como uma obstrução aguda no abdômen ou no intestino;  
- GE Mucosa  (25-100% ) é a mais comum, apresentando características de má-absorção e enteropatia de perda de proteína. Fracasso e anemia também podem estar presentes. Sangramentos gastro-intestinais mais baixos podem insinuar envolvimento do cólon.
- GE muscular (13-70%) presente com obstrução da saída gástrica ou intestino delgado; às vezes como uma massa ou intussuscepção.
- GE Subserosa (4.5% a 9% no Japão e 13% no USA) Apresenta ascite, eosinofilia periférica abundante e tem respostas favoráveis a corticosteróides.
- Outras características documentadas são Colangite, pancreatite, esplenite eosinofílica, apendicite aguda e úlcera duodenal refratária gigantesca.

## Diagnóstico
Talley et al. sugeriu 3 critérios diagnósticos que ainda são usados amplamente:  
- A presença de sintomas gastro-intestinais
- Demonstração histológica de infiltração eosinofílica em uma ou mais áreas gastro-intestinais ou presença eosinofílica alta em fluido ascítico
- Nenhuma evidência parasitária ou doença extra-intestinal.

Hipereosinofilia, o carimbo oficial de resposta alérgica, pode estar ausente dentro de até 20% dos pacientes, mas hipoalbuminaemia e outras anormalidades sugestivas de má-absorção podem estar presentes.  
A tomografia computadorizada pode mostrar engrossamento irregular das dobras distais do estômago e no intestino pequeno proximal, mas estes achados também podem estar presentes em outras condições como a doença de Crohn e linfoma.  
A aparência endoscópica em GE não é específica.  
Diagnóstico definitivo envolve evidência histológica de infiltração eosinofílica na biópsia. Eventualmente biópsia laparoscópica transmural pode ser necessária.  
Quando GE é observada em associação com infiltração eosinofílica de outros sistemas, a diagnose de síndrome hipereosinofílica idiopática deveria ser considerada.

## Tratamento
Corticosteróides são o esteio da terapia com uma taxa de resposta de 90% em alguns estudos. A duração apropriada do tratamento com esteróides é desconhecida e pode haver recaídas, necessitando freqüentemente tratamento longo. Vários agentes, como por exemplo cromoglicato de sódio, cetotifeno (um anti-histamínico) e montelucaste (antagonista seletivo e competitivo do receptor de leucotrienos) foram propostos, com base em uma hipótese de processo alérgico, com resultados variáveis. Uma dieta restritiva pode ter êxito se um número limitado de alergias alimentares forem identificadas.  

## Epidemiologia
A epidemiologia pode diferir entre estudos, pois o número de casos é pequeno, com aproximadamente 300 casos informados em literatura publicada.  
A GEE pode apresentar-se em qualquer idade e em todas as raças, com uma incidência ligeiramente mais alta em homens.